# Smerina
Smerina is een geslacht van vlinders uit de familie Nymphalidae en de onderfamilie Heliconiinae. De wetenschappelijke naam en de beschrijving zijn gepubliceerd in 1874 door William Chapman Hewitson.
Het geslacht is monotypisch, dat wil zeggen dat het maar één soort heeft, namelijk Smerina manoro (Ward, 1871) uit Madagaskar.